# San Pedro Tlaolantongo
San Pedro Tlaolantongo är en ort i Mexiko.   Den ligger i kommunen Jopala och delstaten Puebla, i den sydöstra delen av landet, 160 km nordost om huvudstaden Mexico City. San Pedro Tlaolantongo ligger 283 meter över havet och antalet invånare är 1 004.
Terrängen runt San Pedro Tlaolantongo är huvudsakligen kuperad. San Pedro Tlaolantongo ligger nere i en dal. Runt San Pedro Tlaolantongo är det ganska tätbefolkat, med 60 invånare per kvadratkilometer. Närmaste större samhälle är Xicotepec de Juárez, 17,4 km väster om San Pedro Tlaolantongo. Omgivningarna runt San Pedro Tlaolantongo är en mosaik av jordbruksmark och naturlig växtlighet.